# Смит, Филип Морганс
Филип Морганс Смит (англ. Philip Morgans Smith, 1941—2004) — шотландский ботаник английского происхождения.

## Биография
Родился 5 февраля 1941 года в Хейлсоуэне, вскоре лишился отца, воспитывался матерью и её родителями. В 1959 году окончил Хейлсоуэнскую школу грамоты, после чего поступил в Бирмингемский университет.
Член Бирмингемского общества естественной истории. В 1962 году окончил Бирмингемский университет со степенью бакалавра с почестями, после чего остался в университете для подготовки диссертации. В 1965 году под руководством профессора Джона Грегори Хокса защитил диссертацию доктора философии, в которой рассматривал систематику рода Bromus. Смит был одним из пионеров использования серологических данных для разграничения видов растений, в 1976 году напечатал книгу The Chemotaxonomy of Plants.
С 1964 года женат на Айре Морганс (Eira Morgans), своей учительнице биологии в последние два года в школе.
С 1967 года преподавал на кафедре ботаники Эдинбургского университета, в 1981 году стал старшим лектором.
В 1979 году Смит представил на конференции в Манчестере растения, полученные из семян Bromus interruptus, собранных им в 1963 году. В 1973 году семена, хранившиеся в Кембридже, утратили всхожесть и вид некоторое время считался полностью утраченным.
В 1989—1991 годах Смит был президентом Ботанического общества Шотландии.
Скончался 14 января 2004 года в Реддитче.

## Некоторые научные работы
- Smith, P. M. (1976). The Chemotaxonomy of Plants. Edward Arnold, London.
- Sales, F. & Smith, P. M. (1990). A new species of Bromus from Portugal. Edinburgh Journal of Botany 47: 361—366.
- Smith, P. M., Dixon, R. O. D. & Cochrane, M. P. (eds.) (2002). Plant Life of Edinburgh and the Lothians. Edinburgh University Press.